# قرار مجلس الأمن التابع للأمم المتحدة رقم 687
قرار مجلس الأمن الدولي رقم 687 صدر في 3 أبريل/ نيسان 1991. بإنشاء تدابير تفصيلية لوقف إطلاق النار، بما في ذلك نشر وحدة مراقبين تابعة للأمم المتحدة؛ وترتيبات لتخطيط الحدود بين العراق والكويت؛ وإزالة أو تدمير أسلحة الدمار الشامل العراقية وتدابير لمنع حيازتها مجددا تحت إشراف لجنة خاصة والمدير العام للوكالة الدولية للطاقة الذرية؛ وإنشاء صندوق للتعويضات لتغطية الخسائر والأضرار المباشرة الناجمة عن غزو العراق للكويت. المطالب الأساسية المعلنة في الفقرتين (8) و (12) من القرار 687، هي أنه يحب على العراق أن «يقبل» دون أي شرط، القيام تحت إشراف دولي بتدمير ما يلي أو إزالته أو جعله عديم الضرر: أولا: جميع الأسلحة الكيميائية والبيولوجية، وجميع مخزونات العوامل الكيميائية، وجميع ما يتصل بها من منظومات فرعية ومكونات، وجميع مرافق البحث والتطوير والدعم والتصنيع. ثانيا: جميع القذائف الباليستية التي يزيد مداها على 150 كيلو مترا، والقطع الرئيسية المتصلة بها، ومرافق إصلاحها وإنتاجها.
ثالث: أسلحة نووية أو مواد يمكن استعمالها للأسلحة النووية أو أي منظومات فرعية أو مكونات أو أي مرافق بحث أو تطوير أو دعم أو تصنيع تتصل بما ذكر أعلاه.
كان القرار رقم (687) هو الذي أنشأ وكالة التفتيش الجديدة الخاصة بالعراق، أي اللجنة الخاصة للأمم المتحدة (أونسكوم). وقد أنشئت أونسكوم لمراقبة نزع العناصر الثلاثة الأولى من أسلحة الدمار الشامل العراقية والتثبت من ذلك، وكان من المقرر أن تقوم الوكالة الدولية للطاقة الذرية بتفتيش برنامج الأسلحة النووية ومراقبته.
أعلن القرار في الفقرة رقم (22) معايير مختلفة للسلوك العراقي من أجل رفع العقوبات المفروضة على الاستيراد والتصدير. وقالت الفقرة رقم (21) إن مجلس الأمن سيرفع القيود على السلع المستوردة إلى العراق بعد درس «سياسات حكومة العراق وممارساتها، بما فيها تطبيق جميع حلول مجلس الأمن ذات الصلة». وتمسكت الولايات المتحدة وبريطانيا بعبارة «جميع الحلول ذات الصلة» لتوسيع نطاق المطالبات التي ستفرض على بغداد. كما أن الفقرة كانت مبهمة للغاية في استحضارها «سياسات وممارسات» الحكومة العراقية. وكانت الفقرة رقم (22) من القرار، والخاصة بالقيود المفروضة على الصادرات العراقية و«التعاملات المالية المتعلقة بها» أوضح كثيرا. إذ قالت الفقرة أن هذه العقوبات سترفع حالما يمتثل العراق لقرار نزع أسلحة الدمار الشامل تحت الإشراف الدولي، ويقبل برنامج مراقبة طويل الأمد، تحت إشراف دولي أيضا. وقد دافعت موسكو وباريس بقوة عن أهمية الفقرة رقم (22). إذ كان الرأي الروسي يفيد بأنه «حالما يرفع رئيس أونسكوم تقريرا إيجابيا، توظف الفقرة رقم 22 عندئذ، سامحة بمبيعات نفط بلا حدود». وبمرور السنين، وصلت الولايات المتحدة وبريطانيا إلى موقف مغاير. فبحلول سنة 1994م، افترضت الولايات المتحدة وبريطانيا وجوب بقاء العقوبات على حالها إلى أن يتم الامتثال لـ«جميع القرارات ذات الصلة»، واختارتا تجاهل أو التقليل من أهمية المتطلبات المنفصلة للفقرة رقم (22).
في إبريل 1994م كتب وزير الخارجية الأمريكي وارن كريستوفر في جريدة «نيويورك تايمز»: «الولايات المتحدة لا تعتقد أن امتثال العراق للفقرة رقم 22 من القرار رقم 687 كاف لتبرير رفع الحظر». وفي مارس 1997م، أعيد تأكيد هذا الموقف على لسان وزيرة الخارجية الأمريكية مادلين أولبرايت، التي قالت إنه حتى لو نزعت أسلحة العراق، فإن العقوبات الاقتصادية لن ترفع ما دام صدام حسين في السلطة!. وعلق مفتش الأسلحة السابق سكوت ريتر بمرارة قائلا: «لقد انتهك هذا بند قرار مجلس الأمن الضابط لنظام العقوبات وقوض إطار وجود أونسكوم في حد ذاته».